# Pik Druschba
Der Pik Druschba (russisch Пик Дружба, „Freundschaftsgipfel“; auch Pik Druschby; anglisiert: Druzhby Peak oder Druzhba Peak) ist ein Berg im chinesischen Teil des Tian Shan unweit der Grenze zu Kirgisistan.

## Lage
Der 6800 m hohe Pik Druschba liegt in der Meridionalkette. Nach Süden führt der Bergkamm zum Pik Rapassow, nach Norden zum Pik Thorez.
Der Dschengisch Tschokusu (Pik Pobeda) erhebt sich 15 km südwestlich. Der Khan Tengri liegt 12,5 km nordwestlich. 
Das obere Ende des Südlichen Engiltschek-Gletschers verläuft westlich des Pik Druschba. Dessen Tributärgletscher, der Druschba- und der Nagel-Gletscher, befinden sich an der Nordwest- bzw. der Südwestflanke des Berges. Die vergletscherten Nordost- und Südostflanken werden über den Tugbeltschi-Gletscher nach Osten entwässert.
Der Pik Druschba lag vor der Beilegung der Grenzstreitigkeiten im Jahr 1999 auf der chinesisch-kirgisischen Grenze.

## Nebengipfel
2,15 km westlich des Pik Druschba erhebt sich der 6527 m hohe Pik Pogrebetzki (⊙). Der Berg weist eine Schartenhöhe von 287 m auf und wurde nach dem ukrainischen Bergsteiger Michail Timofejewitsch Pogrebetzki benannt.
1,85 km südlich des Pik Druschba, auf dem Bergkamm zum Pik Rapassow, erhebt sich der 6565 m hohe Nebengipfel Pik Nagel (oder Nagela, ⊙). Die Schartenhöhe beträgt 185 m.

## Besteigungsgeschichte
Der Pik Druschba wurde im Jahr 1953 erstbestiegen.

## Karten
- Blatt 0/15 Khan Tengri – Tien Shan, Kyrgyzstan, Alpenvereinskarte 1:100.000